# Dodderi Kaval, Channarayapatna
Dodderi Kaval là một làng thuộc tehsil Channarayapatna, huyện Hassan, bang Karnataka, Ấn Độ.